# Đội tuyển bóng đá nữ quốc gia Na Uy
Đội tuyển bóng đá nữ quốc gia Na Uy (tiếng Na Uy: Norges kvinnelandslag i fotball) là đội bóng nữ đại diện cho Hiệp hội bóng đá Na Uy trên bình diện quốc tế trong các trận thi đấu giao hữu quốc tế cũng như trong Giải vô địch bóng đá nữ châu Âu của UEFA và Giải vô địch bóng đá nữ thế giới do FIFA tổ chức.
Đội bóng đá nữ quốc gia Na Uy là một trong các đội tuyển bóng đá nữ có nhiều thành tích trên thế giới. Đội từng là á quân Giải vô địch bóng đá nữ thế giới năm 1991 và vô địch năm 1995, vô địch Thế vận hội Mùa hè 2000 và vô địch châu Âu vào các năm 1987 và 1993.

## Lịch sử
Đội tuyển bóng đá nữ quốc gia Na Uy ra mắt vào năm 1978 tại giải vô địch Nordic, thời điểm có thể coi là khá sớm đối với các nước Tây Âu, nhưng là muộn đối với các nước Nordic, và chỉ sớm hơn Iceland. Na Uy phải nỗ lực nhiều mới có thể bắt kịp các đội Thụy Điển và Đan Mạch. Trong giai đoạn đầu họ thường xuyên thất bại trước các đội láng giềng cho tới khi có trận thắng đầu tiên trước Bắc Ireland.
Dần dần, Na Uy bắt đầu trở thành một đội tuyển mạnh tại châu Âu. Tại vòng loại của Giải vô địch bóng đá nữ châu Âu năm 1984 (khi đó có tên là Giải các đội tuyển nữ đại diện châu Âu), Na Uy cùng bảng với Thụy Điển, Phần Lan và Iceland. Na Uy thua cả hai trận trước Thụy Điển, nhưng vượt qua Phần Lan trong cả hai lượt. Dù hòa ở trận lượt đi với Iceland nhưng chiến thắng ở lượt về đảm bảo cho Na Uy vị trí nhì bảng (tuy nhiên vẫn bị loại vì chỉ đội đầu bảng được đi tiếp). Đội đầu bảng Thụy Điển sau đó cũng chính là đội vô địch Euro đầu tiên. Na Uy tiếp tục cải thiện thành tích, họ hạ Đan Mạch và Tây Đức để vượt qua vòng loại Giải vô địch bóng đá nữ châu Âu 1987. Na Uy sau đó được chọn tổ chức các trận tại vòng chung kết năm 1987. Họ vượt qua Ý tại bán kết và gặp Thụy Điển trong trận chung kết, nơi họ lần đầu tiên đánh bại đối thủ với tỉ số 2–1. Đội tuyển bóng đá nữ quốc gia Na Uy trở thành đội tuyển thể thao đầu tiên của Na Uy giành chức vô địch quốc tế, điều phải 11 năm sau đội tuyển bóng ném nữ quốc gia Na Uy mới lặp lại.
Tại Giải vô địch bóng đá nữ châu Âu 1989 Na Uy tiếp tục vào trận chung kết, lần này với Tây Đức, nhưng thua với tỉ số cách biệt 1–4. Sau trận thua này các huận luyện viên khác từ chức và Even Pellerud lên nắm quyền. Pellerud đưa Na Uy lọt vào vòng chung kết Giải vô địch bóng đá nữ thế giới đầu tiên vào năm 1991. Trước đó cũng trong năm 1991, Na Uy lọt trận chung kết thứ ba liên tiếp của giải vô địch châu Âu (cũng là vòng loại World Cup nữ) gặp Đức. Lần này họ lại bị Đức vượt qua trong hiệp phụ với tỉ số 3-1. Tại giải vô địch thế giới Na Uy lọt vào tới bán kết nơi họ chịu dừng bước trước đội tuyển Mỹ. Hai năm sau tại Giải vô địch bóng đá nữ châu Âu 1993, Na Uy lần lượt vượt qua Đan Mạch tại bán kết và Ý tại chung kết để lần thứ hai lên ngôi vô địch châu Âu. Họ tiếp nối chiến quả này bằng chức vô địch giải bóng đá giao hữu ở Algarve đầu tiên được tổ chức năm 1994. Tại giải vô địch nữ châu Âu đồng thời là vòng loại World Cup một năm sau, dù dừng bước tại bán kết trước kình địch Thụy Điển với tổng tỉ số 5–7 sau hai lượt trận, tuy nhiên Na Uy vẫn có suất dự World Cup 1995.
Tại vòng bảng Giải vô địch thế giới 1995 ở Thụy Điển, Na Uy toàn thắng cả ba trận để gặp một Đan Mạch bất bại tại vòng bảng ở tứ kết. Na Uy dễ dàng vượt qua đối thủ 3–1. Na Uy tiếp tục vượt qua Hoa Kỳ trong trận bán kết căng thẳng được quyết định bởi bàn thắng duy nhất của Ann Kristin Aarønes ở đầu hiệp một. Na Uy gặp đối thủ kỵ giơ Đức trong trận chung kết. Mặc dù từng hai lần thua tại chung kết Euro, Na Uy vẫn vượt qua Đức bằng hai bàn thắng trong vòng bốn phút và trở thành nhà vô địch thế giới. Pellerud từ nhiệm không lâu sau đó. Chức vô địch này giúp Na Uy có mặt tại Thế vận hội Mùa hè 1996, thế vận hội đầu tiên bóng đá nữ được tổ chức. Họ hòa Brasil, đánh bại Đức và Nhật để tiến vào bán kết, nơi họ thua Mỹ trong hiệp phụ nhưng vẫn giành được chiếc huy chương đồng an ủi trước Brasil.
Vòng chung kết Euro 1997 trên sân nhà lại là một giải đấu thất bại của nhà đương kim vô địch thế giới khi chỉ tới bán kết. Tại Giải vô địch bóng đá nữ thế giới 1999, Na Uy vượt qua tất cả các đối thủ tại vòng bảng cũng như không gặp nhiều khó khăn để lọt vào bán kết sau khi hạ Thụy Điển 3–1 ở tứ kết. Tuy nhiên bất ngờ xảy đến khi họ bị Trung Quốc hạ gục 5–0, trở thành một trong hai trận thua đậm nhất của Na Uy tới nay (Na Uy thua Thụy Điển cùng tỉ số này 13 năm trước đó). Trong trận tranh huy chương đồng, họ tiếp tục thất bại trước Brasil trên chấm phạt đền. Mặc dù không được đánh giá cao tại Thế vận hội Sydney 2000 và thua Mỹ ngay trận đầu ra quân, Na Uy vẫn có các chiến thắng trước Nigeria và Trung Quốc để lọt vào vòng bán kết. Tại đây Na Uy hạ Đức nhờ bàn phản lưới nhà của Tina Wunderlich dù bị Đức ép sân cả trận. Trận chung kết với Mỹ là một trận đấu hấp dẫn. Tiffeny Milbrett đưa Mỹ dẫn trước, nhưng Na Uy vượt lên dẫn 2–1 sau bàn thắng của Gro Espeseth và cú đánh đầu của Ragnhild Gulbrandsen. Tuy nhiên Milbrett một lần nữa lên tiếng với bàn gỡ hòa ở những phút bù giờ buộc trận đấu bước sang hiệp phụ. Tuy nhiên Na Uy cuối cùng cũng có tấm huy chương vàng Olympic nhờ bàn thắng vàng gây tranh cãi.
Sau chức vô địch Thế vận hội Na Uy lần lượt dừng bước tại bán kết và tứ kết của Giải vô địch châu Âu 2001 và Cúp thế giới 2003. Điểm sáng lớn nhất là việc giành ngôi á quân Euro 2005. Tại Giải vô địch bóng đá nữ thế giới 2007 tại Trung Quốc, họ hòa Úc, Canada và Ghana để đứng đầu vòng bảng. Họ tiến vào bán kết sau chiến thắng chủ nhà Trung Quốc 1–0, nhưng thua 0–3 trước Đức. Trong trận tranh giải ba Na Uy thua 1–4 trước Mỹ và đành chấp nhận vị trí thứ bốn chung cuộc, tuy nhiên vẫn đủ điều kiện dự Thế vận hội tại Băc Kinh. Trong lần thứ hai liên tiếp tại Trung Quốc, dù chiến thắng trước Hoa Kỳ, họ lại thua đậm Nhật Bản 1–5 và bị loại tại tứ kết bởi Brasil. Vào tháng 10 năm 2008, năm cầu thủ từ chối triệu tập đội tuyển vì bất đồng với huấn luyện viên Bjarne Berntsen. Mặc dù vậy Na Uy vẫn đạt thành tích chấp nhận được tại Giải vô địch bóng đá nữ châu Âu 2009 khi đi tới trận bán kết.
Eli Landsem, nữ huấn luyện viên trưởng đầu tiên của đội, lên nắm quyền vào cuối 2009. Những cầu thủ từng từ chối lên tuyển cũng đã trở lại. Na Uy tiến tới Giải vô địch bóng đá nữ thế giới 2011 sau thành tích bất bại tại vòng loại. Tuy nhiên Na Uy để lại thất vọng lớn khi không vượt qua vòng bảng. Na Uy khởi đầu vòng loại Giải vô địch bóng đá nữ châu Âu 2013 với hai thất bại cùng tỉ số 1–3 trước Iceland và Bắc Ireland, nhưng mạch toàn thăng 8 trận sau đó vẫn giúp họ có mặt tại Thụy Điển. Tại đây Na Uy thi đấu thuyết phục và kết thúc giải ở vị trí á quân sau Đức.
Tại vòng chung kết Giải vô địch bóng đá nữ thế giới 2015, Even Pellerud một lần nữa nắm đội và giúp Na Uy vượt qua bảng đấu có sự góp mặt của Đức. Tuy nhiên họ sớm phải dừng cuộc chơi khi bị Anh lội ngược dòng 1–2 tại vòng 1/8.

## Thành tích

### Giải vô địch bóng đá nữ thế giới
| Năm       | Thành tích | Số trận | Thắng | Hòa | Thua | Bàn thắng | Bàn thua |
| --------- | ---------- | ------- | ----- | --- | ---- | --------- | -------- |
| 1991      | Á quân     | 6       | 4     | 0   | 2    | 14        | 10       |
| 1995      | Vô địch    | 6       | 6     | 0   | 0    | 23        | 1        |
| 1999      | Hạng tư    | 6       | 4     | 1   | 1    | 16        | 8        |
| 2003      | Tứ kết     | 4       | 2     | 0   | 2    | 10        | 6        |
| 2007      | Hạng tư    | 6       | 3     | 1   | 2    | 12        | 11       |
| 2011      | Vòng 1     | 3       | 1     | 0   | 2    | 2         | 5        |
| 2015      | Vòng 2     | 4       | 2     | 1   | 1    | 9         | 4        |
| 2019      | Tứ kết     | 5       | 2     | 1   | 2    | 7         | 7        |
| 2023      | Vòng 2     | 4       | 1     | 1   | 2    | 7         | 4        |
| Tổng cộng | 9/9        | 44      | 25    | 5   | 14   | 100       | 56       |

### Thế vận hội Mùa hè
| Năm       | Thành tích               | Số trận                  | Thắng                    | Hòa                      | Thua                     | Bàn thắng                | Bàn thua                 |
| --------- | ------------------------ | ------------------------ | ------------------------ | ------------------------ | ------------------------ | ------------------------ | ------------------------ |
| 1996      | Hạng ba                  | 5                        | 3                        | 1                        | 1                        | 12                       | 6                        |
| 2000      | Vô địch                  | 5                        | 4                        | 0                        | 1                        | 9                        | 6                        |
| 2004      | Không vượt qua vòng loại | Không vượt qua vòng loại | Không vượt qua vòng loại | Không vượt qua vòng loại | Không vượt qua vòng loại | Không vượt qua vòng loại | Không vượt qua vòng loại |
| 2008      | Tứ kết                   | 4                        | 2                        | 0                        | 2                        | 5                        | 7                        |
| 2012      | Không vượt qua vòng loại | Không vượt qua vòng loại | Không vượt qua vòng loại | Không vượt qua vòng loại | Không vượt qua vòng loại | Không vượt qua vòng loại | Không vượt qua vòng loại |
| 2016      | Không vượt qua vòng loại | Không vượt qua vòng loại | Không vượt qua vòng loại | Không vượt qua vòng loại | Không vượt qua vòng loại | Không vượt qua vòng loại | Không vượt qua vòng loại |
| 2020      | Không vượt qua vòng loại | Không vượt qua vòng loại | Không vượt qua vòng loại | Không vượt qua vòng loại | Không vượt qua vòng loại | Không vượt qua vòng loại | Không vượt qua vòng loại |
| Tổng cộng | 3/6                      | 14                       | 9                        | 1                        | 4                        | 26                       | 19                       |

### Giải vô địch bóng đá nữ châu Âu
| Năm       | Thành tích               | Số trận                  | Thắng                    | Hòa                      | Thua                     | Bàn thắng                | Bàn thua                 |
| --------- | ------------------------ | ------------------------ | ------------------------ | ------------------------ | ------------------------ | ------------------------ | ------------------------ |
| 1984      | Không vượt qua vòng loại | Không vượt qua vòng loại | Không vượt qua vòng loại | Không vượt qua vòng loại | Không vượt qua vòng loại | Không vượt qua vòng loại | Không vượt qua vòng loại |
| 1987      | Vô địch                  | 2                        | 2                        | 0                        | 0                        | 4                        | 1                        |
| 1989      | Á quân                   | 2                        | 1                        | 0                        | 1                        | 3                        | 5                        |
| 1991      | Á quân                   | 2                        | 0                        | 1                        | 1                        | 1                        | 3                        |
| 1993      | Vô địch                  | 2                        | 2                        | 0                        | 0                        | 2                        | 0                        |
| 1995      | Bán kết                  | 2                        | 1                        | 0                        | 1                        | 5                        | 7                        |
| 1997      | Vòng bảng                | 3                        | 1                        | 1                        | 1                        | 5                        | 2                        |
| 2001      | Bán kết                  | 4                        | 1                        | 1                        | 2                        | 4                        | 3                        |
| 2005      | Á quân                   | 5                        | 2                        | 1                        | 2                        | 10                       | 10                       |
| 2009      | Bán kết                  | 5                        | 2                        | 1                        | 2                        | 6                        | 9                        |
| 2013      | Á quân                   | 6                        | 3                        | 2                        | 1                        | 7                        | 4                        |
| 2017      | Vòng bảng                | 3                        | 0                        | 0                        | 3                        | 0                        | 4                        |
| 2021      | Vòng bảng                | 3                        | 1                        | 0                        | 2                        | 4                        | 10                       |
| Tổng cộng | 12/13                    | 39                       | 16                       | 7                        | 16                       | 51                       | 58                       |

### Giải đấu giao hữu khác
- Cúp Albena: 
  - Vô địch (2): 1988, 1989
- Cúp Algarve:
  - Vô địch (5): 1994, 1996, 1997, 1998, 2019

## Huấn luyện viên
- 1978–1982: Per Pettersen
- 1987–1989: Erling Hokstad/Dag Steinar Vestlund
- 1983–1989: Erling Hokstad
- 1989–1996: Even Pellerud
- 1996–2000: Per-Mathias Høgmo
- 2000–2004: Åge Steen
- 2005–2009: Bjarne Berntsen
- 2009–2012: Eli Landsem
- 2012–2015: Even Pellerud
- 2015–2016: Roger Finjord
- 2016–0000: Leif Gunnar Smerud

## Đội hình hiện tại
Dưới đây là đội hình được triệu tập tham dự World Cup nữ 2019.
Số liệu thống kê tính đến ngày 27 tháng 6 năm 2019, sau trận gặp Anh.
| Số | VT | Cầu thủ              | Ngày sinh (tuổi) | Trận | Bàn | Câu lạc bộ           |
| -- | -- | -------------------- | ---------------- | ---- | --- | -------------------- |
| 1  | TM | Ingrid Hjelmseth     | 10 tháng 4, 1980 | 138  | 0   | Stabæk               |
| 12 | TM | Cecilie Fiskerstrand | 20 tháng 3, 1996 | 21   | 0   | LSK Kvinner          |
| 23 | TM | Oda Bogstad          | 24 tháng 4, 1996 | 0    | 0   | Arna-Bjørnar         |
|    |    |                      |                  |      |     |                      |
| 2  | HV | Ingrid Wold          | 29 tháng 1, 1990 | 66   | 3   | LSK Kvinner          |
| 3  | HV | Maria Thorisdottir   | 5 tháng 6, 1993  | 38   | 1   | Chelsea              |
| 4  | HV | Stine Hovland        | 31 tháng 1, 1991 | 7    | 0   | Sandviken            |
| 6  | HV | Maren Mjelde         | 6 tháng 11, 1989 | 142  | 19  | Chelsea              |
| 19 | HV | Cecilie Kvamme       | 9 tháng 11, 1995 | 3    | 0   | Sandviken            |
|    |    |                      |                  |      |     |                      |
| 5  | TV | Synne Skinnes Hansen | 12 tháng 8, 1995 | 17   | 0   | LSK Kvinner          |
| 8  | TV | Vilde Bøe Risa       | 13 tháng 7, 1995 | 25   | 2   | Kopparbergs/Göteborg |
| 10 | TV | Caroline Hansen      | 18 tháng 2, 1995 | 78   | 26  | VfL Wolfsburg        |
| 14 | TV | Ingrid Engen         | 29 tháng 4, 1998 | 22   | 2   | LSK Kvinner          |
| 16 | TV | Guro Reiten          | 26 tháng 7, 1994 | 43   | 6   | Chelsea              |
| 17 | TV | Kristine Minde       | 8 tháng 8, 1992  | 103  | 9   | VfL Wolfsburg        |
| 18 | TV | Frida Maanum         | 16 tháng 7, 1999 | 24   | 0   | Linköping            |
| 21 | TV | Karina Sævik         | 24 tháng 3, 1996 | 9    | 1   | Kolbotn              |
|    |    |                      |                  |      |     |                      |
| 7  | TĐ | Elise Thorsnes       | 14 tháng 8, 1988 | 118  | 19  | LSK Kvinner          |
| 9  | TĐ | Isabell Herlovsen    | 23 tháng 6, 1988 | 132  | 62  | Kolbotn              |
| 11 | TĐ | Lisa-Marie Utland    | 19 tháng 9, 1992 | 46   | 15  | Rosengård            |
| 13 | TĐ | Therese Åsland       | 26 tháng 8, 1995 | 6    | 1   | LSK Kvinner          |
| 15 | TĐ | Amalie Eikeland      | 26 tháng 8, 1995 | 7    | 0   | Sandviken            |
| 20 | TĐ | Emilie Haavi         | 16 tháng 6, 1992 | 83   | 16  | LSK Kvinner          |
| 22 | TĐ | Emilie Nautnes       | 13 tháng 1, 1999 | 6    | 1   | Arna-Bjørnar         |

### Triệu tập gần đây
Các nữ cầu thủ dưới đây được triệu tập trong vòng 12 tháng.
| Vt | Cầu thủ                | Ngày sinh (tuổi) | Số trận | Bt | Câu lạc bộ  | Lần cuối triệu tập                 |
| -- | ---------------------- | ---------------- | ------- | -- | ----------- | ---------------------------------- |
| TM | Aurora Mikalsen        | 21 tháng 3, 1996 | 0       | 0  | Kolbotn     | Algarve Cup 2019                   |
| TM | Nora Gjøen             | 20 tháng 2, 1992 | 3       | 0  | Sandviken   | v. Canada, 22 tháng 1 năm 2019     |
|    |                        |                  |         |    |             |                                    |
| HV | Ina Gausdal            | 21 tháng 3, 1991 | 4       | 1  | Kolbotn     | v. New Zealand, 9 tháng 4 năm 2019 |
| HV | Kristine Bjørdal Leine | 6 tháng 8, 1996  | 5       | 0  | Røa         | Algarve Cup 2019                   |
| HV | Ingrid Ryland          | 28 tháng 5, 1989 | 25      | 0  | Sandviken   | v. Canada, 22 tháng 1 năm 2019     |
| HV | Marit Lund             | 7 tháng 11, 1997 | 0       | 0  | Kolbotn     | v. Thụy Điển, 4 tháng 10 năm 2018  |
|    |                        |                  |         |    |             |                                    |
| TV | Lisa Naalsund          | 11 tháng 6, 1995 | 0       | 0  | Sandviken   | v. Canada, 22 tháng 1 năm 2019     |
| TV | Nora Eide Lie          | 22 tháng 4, 1997 | 0       | 0  | Kolbotn     | v. Scotland, 17 tháng 1 năm 2019WD |
| TV | Ingrid Marie Spord     | 12 tháng 7, 1994 | 17      | 0  | Sandviken   | v. Hà Lan, 15 tháng 9 năm 2018     |
|    |                        |                  |         |    |             |                                    |
| TĐ | Synne Jensen           | 15 tháng 2, 1996 | 22      | 2  | LSK Kvinner | v. Canada, 22 tháng 1 năm 2019     |
| TĐ | Melissa Bjånesøy       | 18 tháng 4, 1992 | 21      | 4  | Stabæk      | v. Nhật Bản, 11 tháng 11 năm 2018  |
| TĐ | Sophie Haug            | 4 tháng 6, 1999  | 0       | 0  | LSK Kvinner | v. Thụy Điển, 4 tháng 10 năm 2018  |

| #  | Tên cầu thủ         | Thời gian thi đấu | Số trận |
| -- | ------------------- | ----------------- | ------- |
| 1  | Hege Riise          | 1990–2004         | 188     |
| 2  | Solveig Gulbrandsen | 1998–2015         | 183     |
| 3  | Bente Nordby        | 1991–2007         | 172     |
| 4  | Trine Rønning       | 1999–2016         | 162     |
| 5  | Linda Medalen       | 1987–1999         | 152     |
| 6  | Heidi Støre         | 1980–1997         | 151     |
| 7  | Ingvild Stensland   | 2003–2016         | 144     |
| 8  | Maren Mjelde        | 2007–             | 142     |
| 9  | Ingrid Hjelmseth    | 2003–             | 138     |
| 10 | Unni Lehn           | 1996–2007         | 133     |

| #  | Tên cầu thủ          | Thời gian thi đấu | Bàn thắng | Số trận | Hiệu suất |
| -- | -------------------- | ----------------- | --------- | ------- | --------- |
| 1  | Marianne Pettersen   | 1994–2003         | 66        | 98      | 0.67      |
| 2  | Linda Medalen        | 1987–1999         | 64        | 152     | 0.42      |
| 3  | Isabell Herlovsen    | 2005–             | 62        | 132     | 0.45      |
| 4  | Ann Kristin Aarønes  | 1990–1999         | 60        | 111     | 0.54      |
| 5  | Hege Riise           | 1990–2004         | 58        | 188     | 0.31      |
| 6  | Solveig Gulbrandsen  | 1998–2015         | 55        | 184     | 0.30      |
| 7  | Dagny Mellgren       | 1999–2005         | 49        | 95      | 0.52      |
| 8  | Ada Hegerberg        | 2011–2017         | 38        | 66      | 0.63      |
| 9  | Ragnhild Gulbrandsen | 1997–2007         | 30        | 80      | 0.38      |
| 10 | Unni Lehn            | 1996–2007         | 24        | 134     | 0.18      |